# 令和3年の大雪
本稿では、2020年（令和2年）12月から2021年（令和3年）2月にかけて北日本から西日本の日本海側を中心に広い範囲で発生した雪害・暴風の災害について述べる。
1月前半には北陸地方の平地を中心に短時間に記録的な降雪があり、家屋倒壊などの被害や、交通・電力などのインフラの麻痺が発生したほか、除雪中の事故などによる多数の死傷者があった。12月や2月にも各地で大雪がみられ、長時間にわたる自動車や列車の立ち往生（スタック）が相次いで発生した。

## 気象状況

### 12月
日本付近は12月14日から21日にかけて強い冬型の気圧配置が続き、上空には強い寒気が流れ込み続けた。
この影響で、北日本かから西日本の日本海側を中心に断続的に雪が降り、14日から21日にかけての期間降雪量が、群馬県みなかみ町藤原で291センチとなったほか、新潟県津南町で278センチ、青森県酸ヶ湯で243センチとなるなど、関東地方や北陸地方、東北地方の山地を中心に大雪となった。特に群馬県藤原では、48・72時間降雪量の期間最大値が歴代全国1位（アメダス観測値による統計）を更新する記録的な大雪となった。

### 1月
1月7日から8日朝にかけて、低気圧が急速に発達しながら日本海から北日本を通って千島近海へ進んだ。その後、日本の上空に強い寒気が流れ込んで11日にかけて強い冬型の気圧配置が続いた。これらの影響で、北日本から西日本にかけて広範囲で大雪・暴風となった。
7日から11日にかけて、北日本から西日本の日本海側を中心に断続的に強い雪が降り、普段雪の少ない九州などでも積雪となったところがあった。7日から11日にかけての期間降雪量は、新潟県高田で213センチメートル、岐阜県白川で192センチメートル、福井県大野で158センチメートル、長崎県長崎で21センチメートルとなった。北陸地方を中心に7日から9日にかけて発達した雪雲が流れ込み続けたため、3時間に20センチを超える顕著な降雪量を観測し、新潟県高田では9日に24時間降雪量103センチメートルを観測し、観測史上1位の記録を更新した。
また、7日から8日にかけて北日本と東日本の日本海側を中心に広い範囲で非常に強い風が吹き、秋田県八森では7日に最大瞬間風速42.4 m/s、最大風速28.1 m/sを観測し、ともに観測史上1位の記録を更新した。

## 原因
西シベリアのブロッキング高気圧や、2020年夏頃から発生した熱帯のラニーニャ現象が影響しているとみられ、特に東北日本海側、および北陸、山陰において1月7 - 20日頃まで続いた大雪と低温の要因として、高緯度帯の偏西風と中緯度帯の偏西風がともに日本付近で南に蛇行し、日本付近の上空約5,500メートルにおける−51 °C以下の大変強い寒気が流れ込みやすくなったことが考えられる。寒帯前線ジェット気流の大きな蛇行とともに、北極域に存在していた極渦が分裂して日本の北まで南下し、日本の上空には成層圏から分裂した2つの極渦の内の1つと、その周辺の非常に強い寒気が流入した。この一連の寒気は、2020年12月14日から約1か月間の平均で、北日本の上空約3,000メートルにおいて1958年以降で2番目に低い気温となるなど、北日本を中心にかなり強い寒波となった。
また、1月の大雪では、通常よりも風が弱まることで、通常は山間部に流れていく雪雲が平野部で停滞したため、高田など平野部の豪雪が相次いだ（いわゆる里雪）。
このような寒波は上記の通り、ラニーニャ現象の影響によるものであり、夏季に入ると一転し、特に北日本では平年を上回る猛暑をもたらす結果となった。

## 経過

### 12月
12月14日から21日にかけての冬型の気圧配置により強い寒気が流れ込み続けたため、日本海側を中心に記録的な大雪となった。
年末年始にかけて寒波が流れ込み、秋田県で48時間・72時間降雪量記録を更新した。

### 1月
1月7日から11日にかけて、日本海側を中心に平野部でも記録的な大雪となった。1月7日には顕著な大雪に関する気象情報が運用開始後初めて発表された。

### 2月
2月17日に大雪となり上越市高田では2月としての12時間降雪量を更新した。

## 被害・影響

### 死傷者・建物被害
12月16日からの大雪による除雪などで21日までに死者6人、重傷者26人、軽症者9人となった。また、1月7日からの大雪に伴う除雪などで14日までに死者21人、重傷者43人、軽症者288人、程度不明の負傷者7人となった。住宅についても同期間に281棟に被害が生じた。
1月、新潟県上越市では急激な降雪となったため一度に大量の雪が積もり、空き家や雁木の倒壊が相次いだ。また、新発田市で国の重要文化財・足軽長屋の屋根が破損するなど文化財の被害も各地で相次いだ。糸魚川市では流雪溝が溢れたことによる床上浸水等の被害も発生した。

### 道路交通

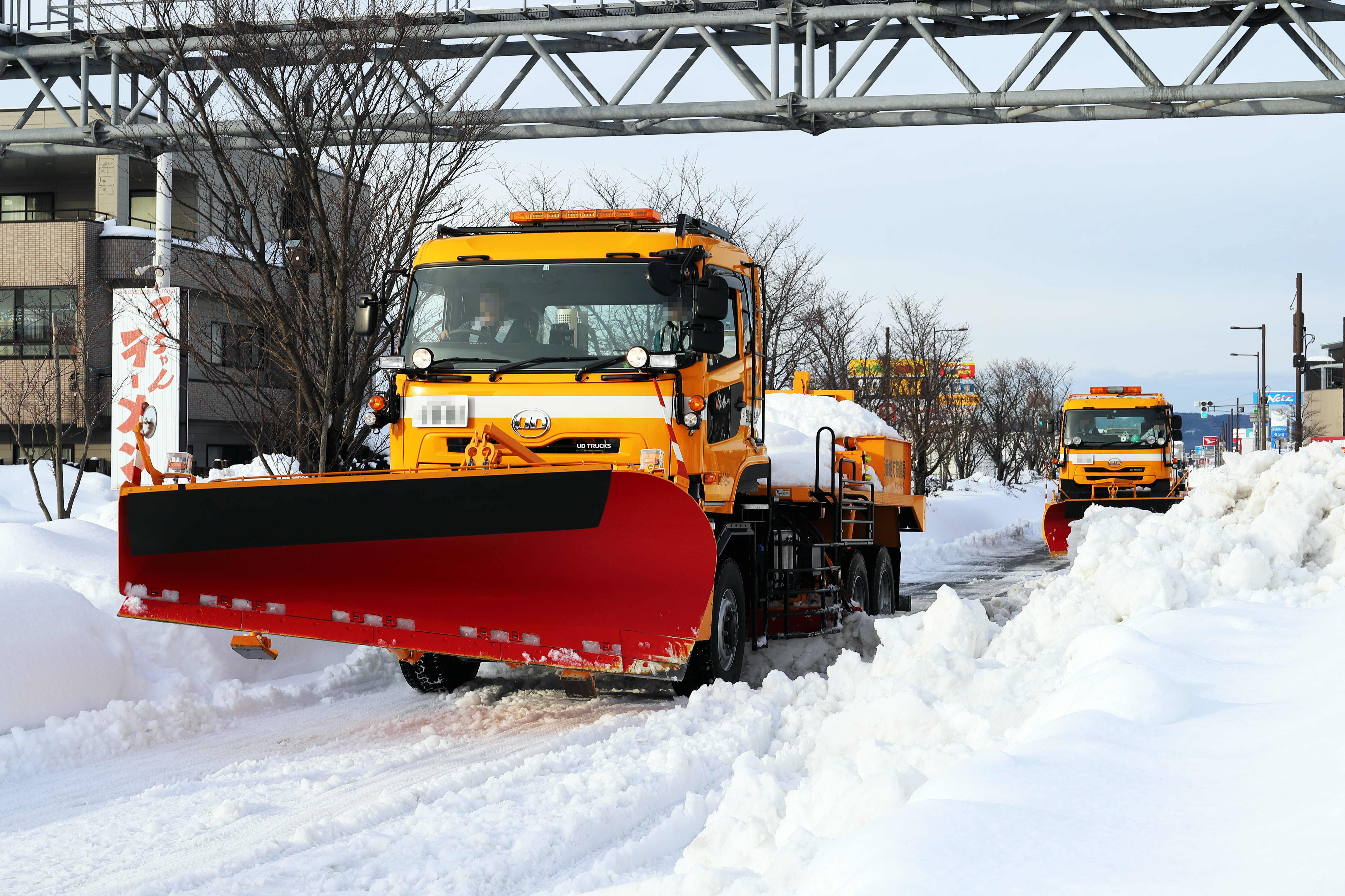
国道8号の除雪作業風景（福井県坂井市）

高速道路や国道など各地で長時間にわたる大規模な立ち往生が発生した。
12月中旬の大雪のため新潟県の関越自動車道や上信越自動車道で大規模な立往生が発生した。
1月には新潟県上越市の国道8号、富山県の東海北陸自動車道、福井県の北陸自動車道などで大規模な立往生が発生した

### 公共交通
北陸新幹線では初めて大雪のため1月9日から10日にかけてかがやきとはくたかが運休した。1月8日は一時、17事業者の53路線で運転見合わせが起こった。
新潟県では1月7日・9日・10日・11日にJR新潟支社管内の在来線が全線終日運休となった。このほかの日も一部の路線で終日運休となる事態が多発し、12月31日から1月15日までの16日間のうち、米坂線・坂町駅 - 今泉駅間で12日間、上越線・長岡駅 - 浦佐駅間で11日間、信越本線・柏崎駅 - 直江津駅間、上越線・浦佐駅 - 水上駅間、飯山線・森宮野原駅 - 越後川口駅間、只見線・小出駅 - 只見駅間で10日間、終日運休となった。
また、大雪の3連休後、JR以外でもえちごトキめき鉄道妙高はねうまラインが14日まで、同日本海ひすいラインが15日まで、頸城自動車の路線バス・高速バスが17日まで、それぞれ全便終日運休となり、上越市ではほぼすべての公共交通が停止状態となった。
福井県では1月8日にJR北陸本線、越美北線、えちぜん鉄道、福井鉄道で断続的に運転を見合わせ、9日にはJR小浜線を除く全線が運休に追い込まれた。北陸本線は10日午後まで運転できなくなった。この間、9日午前に大阪駅を発車した和倉温泉駅行きのサンダーバード17号が福井駅で足止めとなり、運転再開後の10日午後11時ごろ、32時間遅れで金沢駅に到着した。その後も各線で一時的な運休が続き、完全な運行再開は北陸本線と福井鉄道が13日、えちぜん鉄道や越美北線は15日午後となった。福井鉄道の軌道区間や、各路線の踏切部分については、道路を管理する県や各市が除雪に協力した。
航空機では1月7日に541便、8日に397便、9日に286便が欠航になるなどした。
2月23日夜にはJR北海道の函館本線・岩見沢駅 - 峰延駅間で普通列車が立ち往生し、翌朝まで乗客11人が車内に閉じ込められる事象が発生した。

### 電力・水道
電力は1月7日に東北電力管内で一時75,870戸、北陸電力管内で4,030戸が停電した。また、12月17日に兵庫県で最大9,220戸が停電した。
水道は1月に秋田県から大分県にかけて最大16,235戸が断水した。また、12月に兵庫県で最大3,713戸が断水した。

### 農林水産業
ビニールハウスの倒壊や果樹の枝の折損など各地で被害が相次いだ。

### 社会的影響
上越市では1月3連休の大雪で市立小中学校・幼稚園71校が1週間以上にわたって臨時休校となり、1月20日に再開した。また、同市の市街地では除雪が追い付かず、ごみ収集が10日以上にわたって停止した。
物流が混乱し、スーパーマーケットやコンビニエンスストアでは、商品の品薄が相次いだ。パンや肉、野菜、惣菜などが特に売り切れた。店内のほとんどの商品が売れ、昼間から閉店した店もあった。

### 対応

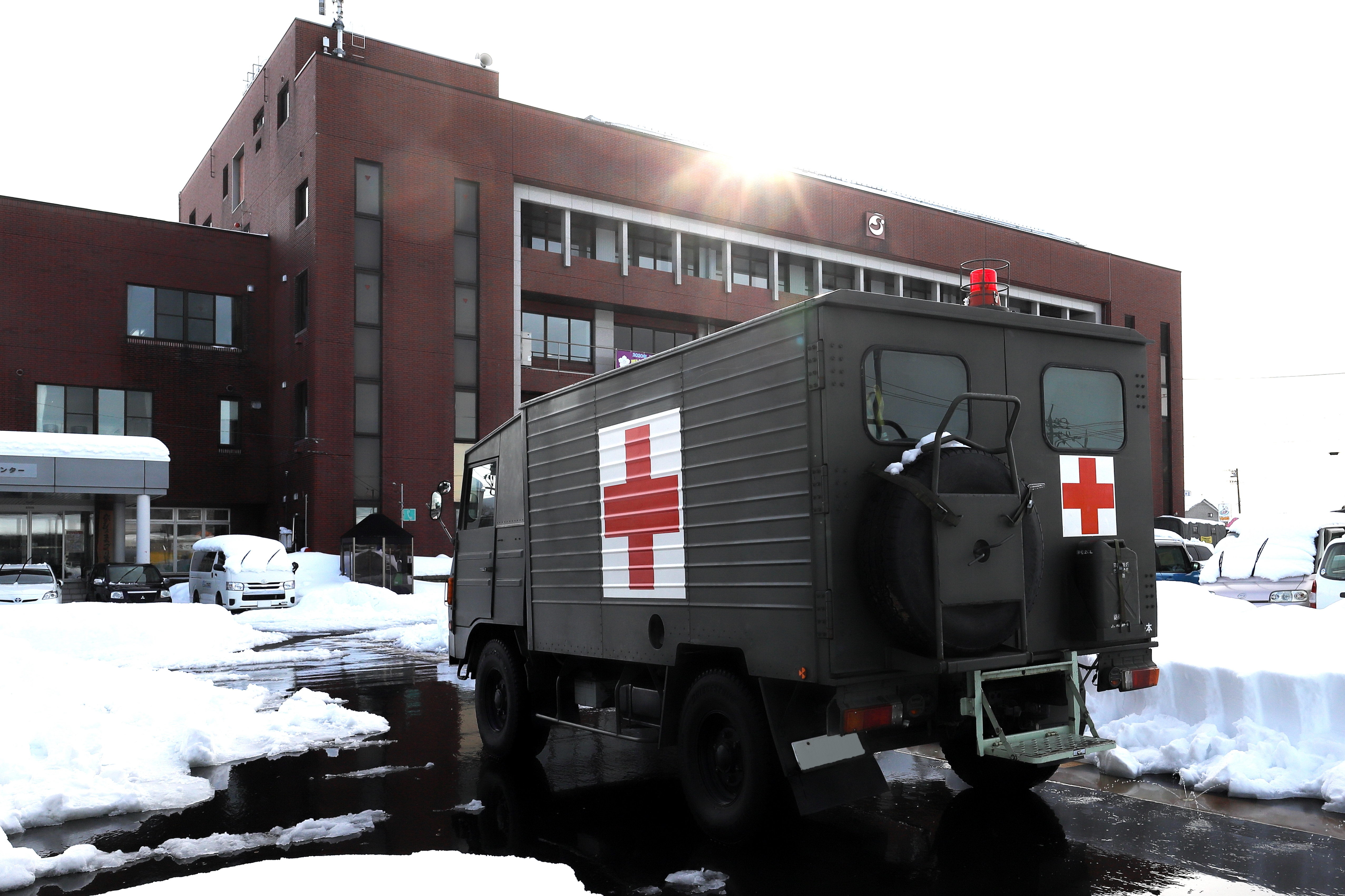
北陸道対応で災害派遣された陸上自衛隊の救急車（ファスト・フォース）

12月の大雪に対して災害救助法が新潟県南魚沼市・南魚沼郡湯沢町に12月17日に適用された。1月の大雪に対して同法が、秋田県横手市・湯沢市・大仙市・仙北市・仙北郡美郷町・雄勝郡羽後町・東成瀬村、新潟県長岡市・柏崎市・十日町市・糸魚川市・妙高市・上越市、富山県砺波市・小矢部市・南砺市・氷見市、福井県福井市・あわら市・坂井市・大野市・勝山市の4県22市町村に適用された。

## 主な記録
下記は主な観測点に限定したのものであり、実際にはこのほかの地域でも大きな積雪深、降雪量が見られた。

### 最深積雪
主な気象官署の最深積雪（気象台・旧測候所）
| 249 |

| 205 |

月ごとの最深積雪では12月22日に岩見沢が142 cmで観測史上1位、12月17日に福島が17 cmで観測史上3位、1月11日に岩見沢が169 cmで観測史上2位、酒田が観測史上3位となった。

### 降雪量
12月17日にまでの48時間・72時間降雪量で藤原（群馬県みなかみ町）で全国歴代1位になるなど各地で記録的な大雪となった。

#### 3時間降雪量
観測史上最多を更新したアメダス地点（タイ記録は除く）
| 28 |

| 5 |

#### 6時間降雪量
観測史上最多を更新したアメダス地点（タイ記録は除く）
| 46 |

| 40 |

| 40 |

| 27 |

| 5 |

#### 12時間降雪量
観測史上最多を更新したアメダス地点（タイ記録は除く）
| 79 |

| 73 |

| 59 |

| 56 |

| 48 |

| 46 |

| 39 |

| 34 |

| 6 |

#### 24時間降雪量
観測史上最多を更新したアメダス地点（タイ記録は除く）
| 128 |

| 113 |

| 103 |

| 91 |

| 69 |

| 69 |

| 63 |

| 60 |

| 55 |

| 45 |

| 36 |

| 6 |

#### 48時間降雪量
観測史上最多を更新したアメダス地点（タイ記録は除く）
| 199 |

| 160 |

| 149 |

| 144 |

| 143 |

| 122 |

| 110 |

| 110 |

| 107 |

| 94 |

| 89 |

| 85 |

| 68 |

| 68 |

| 11 |

#### 72時間降雪量
観測史上最多を更新したアメダス地点（タイ記録は除く）
| 219 |

| 187 |

| 184 |

| 171 |

| 162 |

| 159 |

| 144 |

| 138 |

| 124 |

| 124 |

| 120 |

| 111 |

| 110 |

| 107 |

| 98 |

| 64 |

| 57 |

| 12 |